# 1907 en cyclisme
| Années du cyclisme : 1904 - 1905 - 1906 - 1907 - 1908 - 1909 - 1910    |
| Décennies du cyclisme : 1870 - 1880 - 1890 - 1900 - 1910 - 1920 - 1930 |

Les faits marquants de l'année 1907 en cyclisme.

## Par mois

### Mars
- 31 mars : le Français Georges Passerieu gagne le Paris-Roubaix.

### Avril
- 14 avril : le Français Lucien Petit-Breton gagne la première édition de Milan-San Remo.

### Mai
9 mai : le Français Gustave Garrigou devient la premier champion de France de cyclisme sur route.
15 mai : l'Espagnol Luis Amunategui conserve son titre de champion d'Espagne sur route.
19 mai : l'Italien Giovanni Gerbi gagne le Tour du Piémont pour la deuxième année d'affilée.
26 mai : le Belge Cyrille Van Houwaert gagne Bordeaux-Paris.

### Juin
10 juin : le Français Gustave Garrigou gagne Paris-Bruxelles.
20 juin : sur le vélodrome Buffalo à Paris, le Français Marcel Berthet bat le record du monde de l'heure en parcourant 41,520 km.

### Juillet
- 4 au 7 juillet : championnats du monde de cyclisme sur piste à Paris. Le Français Emile Friol est champion du monde de vitesse professionnelle. Le Français Jean Devoissoux est champion du monde de vitesse amateur.
- 8 juillet : départ du cinquième Tour de France le Français Louis Trousselier gagne la 1re étape Paris-Roubaix et prend la tête du classement général. Il devance à Roubaix ses compatriotes Marcel Cadolle et Léon Georget de 3 minutes 30 secondes.
- 10 juillet : les Français Emile Georget et Louis Trousselier sont classés 1er Ex Aequo de la 2e étape du Tour de France Roubaix-Metz, la photo finish n' est pas encore inventée. S'estimant vainqueur au sprint Trousselier dépose une réclamation. Henri Desgrange accède à la requête et déclare les 2 premiers vainqueurs à égalité. Au classement général Tousselier est leader avec 2 points devant son compatriote Marcel Cadolle 6 pts.
- 12 juillet le Français Emile Georget à l'instar du défunt René Pottier s'envole dans le Ballon d'Alsace et s'octroie la victoire dans la 3e étape du Tour de France Metz-Belfort avec 3 minutes 12 secondes d'avance sur le Français Henri Lignon. Il prend également la tête du classement général à égalité de points avec son compatriote Louis Trousselier (8 pts).
- 14 juillet : Le Français Marcel Cadolle gagne la 4e étape du Tour de France Belfort-Lyon en battant au sprint le Français Emile Georget et l'Italien Luigi Ganna. Au classement général Emile Georget leader possède 10 pts, son second Marcel Cadolle 12 pts
- 16 juillet : le Français Emile Georget gagne la 5e étape du Tour de France Lyon-Grenoble qui pour la première fois traverse le massif de la Chartreuse. Le Luxembourgeois François Faber est 2e à 7 minutes. Au classement général Georget a 11 pts suivi par Cadolle 18 pts.
- 18 juillet : le Français Georges Passerieu gagne la 6e étape du Tour de France Grenoble-Nice qui emprunte la côte de Laffrey et le col Bayard en battant au sprint son compatriote Emile Georget. Ce dernier avec 13 pts accentue son avance sur son compatriote Marcel Cadolle qui possède 23 pts.
- 20 juillet : le Français Emile Georget gagne devant le Français Lucien Petit-Breton la 7e étape du tour de France Nice-Nimes à l'occasion d'un sprint houleux. Durant ce sprint le Français Marcel Cadolle chute et se brise la rotule. Il est obligé d'abandonner. Au Classement général cela dégage le chemin pour Georget qui leader avec 14 pts devance le nouveau second Louis Trousselier de 15 pts (qui en possède 29). Lucien Petit-Breton devient 3e avec 40 pts.
- 22 juillet : le Français Emile Georget gagne la 8e étape du Tour de France Nimes-Toulouse au sprint devant Gustave Garrigou et Georges Passerieu. Au classement général un nouveau calcul intervient. Les 49 arrivants voient un changement dans l'attribution des points recalculés sans plus tenir compte des places prises par ceux qui ont abandonné. Par exemple le 86e et dernier de la 1re étape se voit attribuer 49 pts au lieu de 86 pts. De fait Georget 1er se retrouve avec 13 pts, le Français Louis Trousselier 2e se retrouve avec 29 pts et le Français Lucien Petit-Breton 3e se retrouve avec 36 pts.
- 24 juillet : le Français Lucien Petit-Breton s'échappe aux environs de Gimont et gagne en solitaire la 9e étape du Tour de France Toulouse-Bayonne. Il arrive avec 28 minutes d'avance sur son compatriote Georges Passerieu (qui bat au sprint pour la 2e place ses compatriotes Gustave Garrigou et Emile Georget) après une échappée solitaire de 220 KM. Au classement général le Français Emile Georget reste leader avec 17 pts, Petit-Breton devient 2e avec 37 pts, le Français Louis Trousselier est 3e avec 40 pts.
- 26 juillet : le Français Gustave Garrigou gagne la 10e étape du Tour de France Bayonne-Bordeaux au sprint devant ses compatriotes Lucien Petit-Breton et Emile Georget. Au classement général le Français Emile Georget écope d'une forte pénalisation (il est classé dernier de la 9e étape Toulouse-Bayonne, soit l'attribution de 48, 5 points) pour changement de vélo non autorisé durant la 9e étape ce qui lui fait en tout 64,5 pts. Il perd la place de leader au profit de son compatriote Lucien Petit-Breton qui compte à présent 39 pts. L' équipe Alcyon se retire le matin même du Tour en signe de protestation en reprochant aux commissaires de ne pas avoir sanctionné Georget dès le 24 juillet. La lenteur de leur décision à retardement qui a pris 48 heures entraine l' abandon du Français Louis Trousselier le 3e au classement général. Ce dernier l'an dernier pour la même faute n'avait été déclassé que d'une place de la première à la deuxième et n'avait donc pris qu'un point de pénalisation. Pourtant il réclamait que Georget soit rétrogradé à la dernière place de la 9e étape. En prenant cette décision après l'arrivée à Bordeaux les commissaires ont jugé pour la même faute commise par Trousselier en 1906, plus sévèrement Georget qui lui n'abandonne pas même si ainsi il ne peut plus gagner le Tour. Le second du général est à présent le Français Gustave Garrigou avec 54 pts.
- 28 juillet : le Français Lucien Petit-Breton gagne la 11e étape du Tour de France Bordeaux-Nantes devant son compatriotes Georges Passerieu au sprint, et 50 minutes avant Gustave Garrigou 3e et Emile Georget 4e. Au classement général : 1er Petit Breton 40 pts, 2e Garrigou 57 pts, 3e Georget 68,5 pts.
- 28 juillet : le Français Maurice Leturgie gagne la première édition du Grand Prix de l'Escaut.
- 30 juillet : le Français Gustave Garrigou gagne la 12e étape du Tour de France Nantes-Brest en battant au sprint ses compatriotes Lucien Petit-Breton et Emile Georget. Au classement général : 1er Petit-Breton 42 pts, 2e Garrigou 58 pts, 3e Georget 71,5 pts

### Août
- 1er août : le héros malheureux de ce Tour de France, le Français Emile Georget se bat jusqu'au bout et gagne la 13e étape du Tour de France Brest-Caen en battant au sprint le Français Lucien Petit-Breton. Le Français Gustave Garrigou arrive 3e à 11 minutes. Au classement général 1er Petit-Breton 44 pts, 2e Garrigou 61 pts, 3e Georget 72,5 pts.
- 4 août : le Français Lucien Petit-Breton remporte le Tour de France, c'est le Français Georges Passerieu qui gagne la 14e et ultime étape Caen-Paris au sprint devant son compatriote Emile Georget. Petit-Breton est 3e de l'étape à 3 minutes 45 secondes.
- Au Classement général :
- 1er Lucien Petit-Breton 47 pts (3 + 3 + 8 + 6 + 7 + 3 + 2 + 4 + 1 + 2 + 1 + 2 + 2 + 3)
- 2eme Gustave Garrigou 66 pts (15 + 5 + 4 + 5 + 5 + 10 + 4 + 2 + 3 + 1 + 3 + 1 + 3 + 5)
- 3eme Emile Georget 74,5 pts (5 + 1 + 1 + 1 + 1 + 2 + 1 + 1 + 48,5 + 3 + 4  + 3 + 1 + 2)
- 26 août : le Belge François Verstraeten devient champion de Belgique sur route.

### Septembre
9 septembre : le Belge Camille Haeck gagne la première édition du Championnat des Flandres.
20 septembre : l'Italien Giovanni Gerbi gagne Rome-Naples-Rome.
22 septembre : le Français Georges Passerieu gagne Paris-Tours.

### Octobre
6 octobre : l'Italien Giovanni Cuniolo conserve son titre de champion d'Italie sur route.

### Novembre
- 3 novembre : le Français Gustave Garrigou gagne le Tour de Lombardie.

## Principales naissances
- 8 juin : Georges Speicher, cycliste français, champion du monde sur route en 1933, vainqueur du Tour de France 1933 et de Paris-Roubaix en 1936 († 24 janvier 1978).
- 11 mars : Félicien Vervaecke, cycliste belge, vainqueur du Grand Prix de la montagne du Tour de France en 1935 et 1937 († 31 octobre 1986).
- 22 août : Jef Demuysere, cycliste belge, vainqueur de Milan-San Remo en 1934, deuxième du Tour de France en 1931 († 2 mai 1969).
- 27 août : Alfons Schepers, cycliste belge, vainqueur du Tour des Flandres et de Paris-Nice en 1933 († 1er décembre 1984).
- 8 septembre : Jean Aerts, cycliste belge, champion du monde sur route amateur en 1927 et professionnel en 1935 († 15 juin 1992).
- 26 septembre : Frans Bonduel, cycliste belge, vainqueur du Tour des Flandres en 1930, de Paris-Tours en 1939, de Paris-Bruxelles en 1934 et 1939 († 23 février 1998).
- 10 mars : Romain Gijssels, cycliste belge, vainqueur du Tour des Flandres en 1931 et 1932, de Paris-Roubaix et Bordeaux-Paris en 1932 († 31 mars 1978).

## Principaux décès
- 25 janvier : René Pottier, cycliste français, vainqueur du Tour de France en 1906 (° 5 juin 1879).